# Kaloriometar
Kaloriometar je elektronski uređaj namenjen obračunavanju potrošnje toplotne energije u zagrevanim objektima priključenim na sistem daljinskog grejanja.
Može se koristiti u kombinaciji sa: mehaničkim vodomerom (bilo da je u pitanju reed rele, blizinski prekidač ili fotoćelija), sa ultrazvučnim ili sa elektromagnetnim vodomerom. Za merenje dolazne i odlazne temperature, koriste se temperaturne sonde sa temperaturnim senzorom. 
U zavisnosti od broja ulaznih veličina, kaloriometar omogućava očitavanje: dolazne i odlazne temperature na toplovodu, trenutni i ukupni protok tople vode, kao i trenutne snage i utrošene toplotne energije.
Uređaj se zasniva na modernim mikrokontrolerima, što mu daje brzinu rada neophodnu za postizanje visoke tačnosti merenja, jednostavnost u dizajnu i proizvodnji.
Funkcija uređaja je da broji impulse dobijene od vodomera i da meri temperature u dolaznoj i odlaznoj grani toplovoda. Na osnovu dobijenih rezultata, izračunavaju se svi parametri neophodni za praćenje utroška toplotne energije. 
Po pravilu poseduje komunikacijski port (RS232, USB ili dr.) koji omogućava povezivanje lokalnih uređaja u jedinstvenu mrežu, čime se omogućava daljinska kontrola i nadzor, kao i daljinsko očitavanje potrošnje. U zavisnosti od potreba mogu se povezati i drugi komunikacioni uređaji (GSM terminal, radio-modem, optički interfejs...)